# Wanda Rutkiewicz
Wanda Rutkiewicz, född 4 februari 1943 i Płungiany, Litauen, död antingen 12 maj eller 13 maj, 1992, på berget Kangchenjunga,  var en bergsbestigare. Wanda har klättrat åtta av de 14 berg över 8000-meter; hon var bl.a. den första kvinnan att klättra K2. Hon anses vara den bästa kvinnliga bergsklättraren genom tiderna.

## Berg
- 1978 - Mount Everest
- 1985 - Nanga Parbat
- 1986 - K2
- 1987 - Shisha Pangma
- 1989 - Gasherbrum II
- 1990 - Gasherbrum I
- 1991 - Cho Oyu
- 1991 - Annapurna I